# Muséum zoologique de Kiel

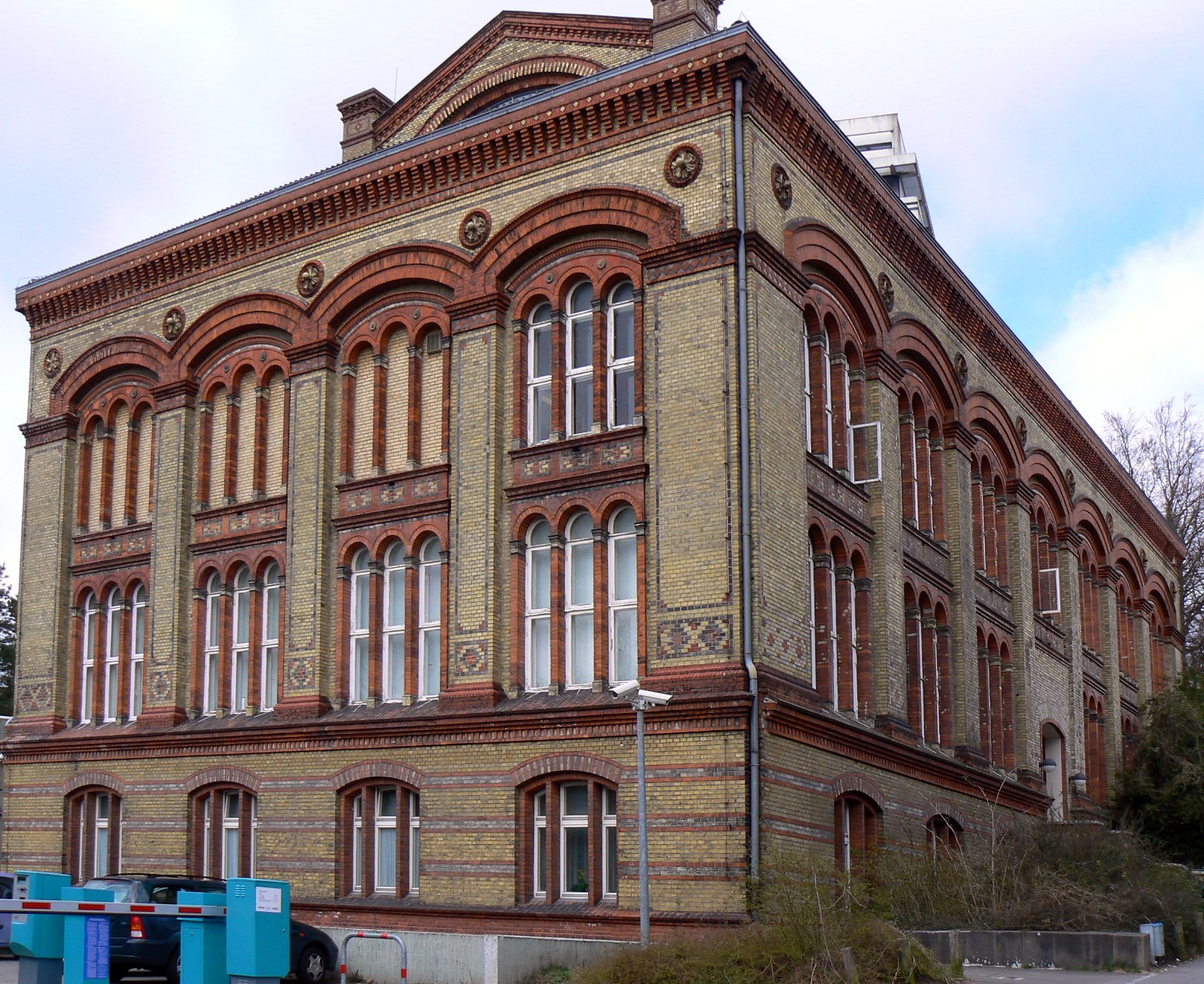
Bâtiment du muséum, construit selon les plans de Martin Gropius

Le muséum zoologique de Kiel (Zoologisches Museum Kiel) est un muséum zoologique situé à Kiel en Allemagne, dépendant de l'université de Kiel. Il a été fondé par Karl August Möbius en 1881. 

## Collections
Le musée présente de nombreux spécimens dont deux squelettes, uniques en Allemagne, d'une baleine bleue et d'une baleine blanche, ainsi qu'une exposition permanente sur la systématique zoologique, trois cents spécimens d'oiseaux européens, l'écologie des papillons, et sur les expéditions zoologiques de Kiel inaugurée en 2010 en hommage au centenaire de Karl August Möbius et au bicentenaire de Wilhelm Behn.
On remarque également les collections de Major, de Fabricius et de Wiedemann, ainsi que des collections issues d'expéditions lointaines, comme l'expédition du Galathea (1845-1847), celles de l'Albatross (1876-1885), l'expédition du plancton en 1889, l'expédition du Valdivia, première exploration allemande des abysses en 1898-1899 et de la première expédition allemande du pôle Sud, en 1901-1903, dirigée par Erich von Drygalski.

## Illustrations

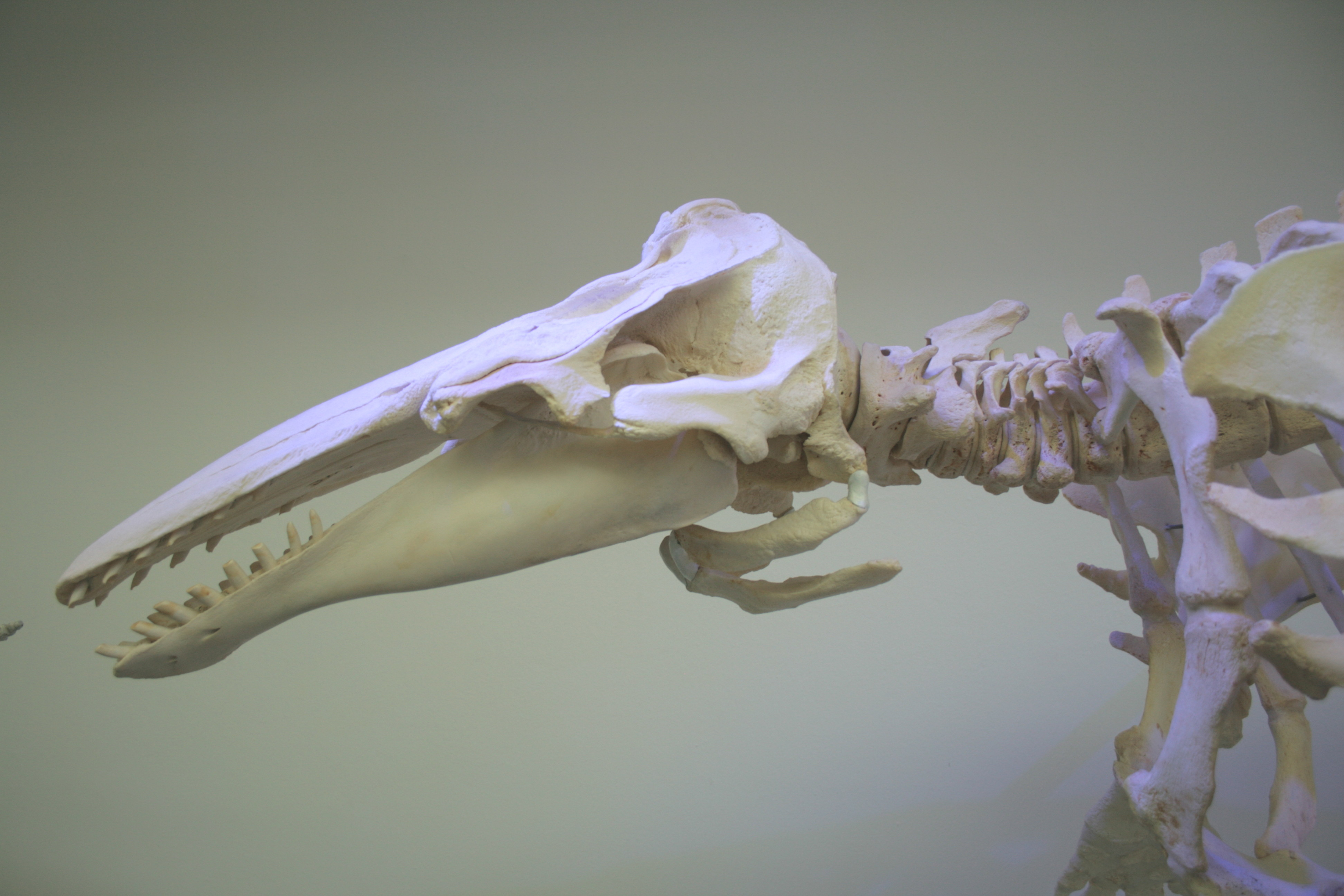
Squelette d'un béluga
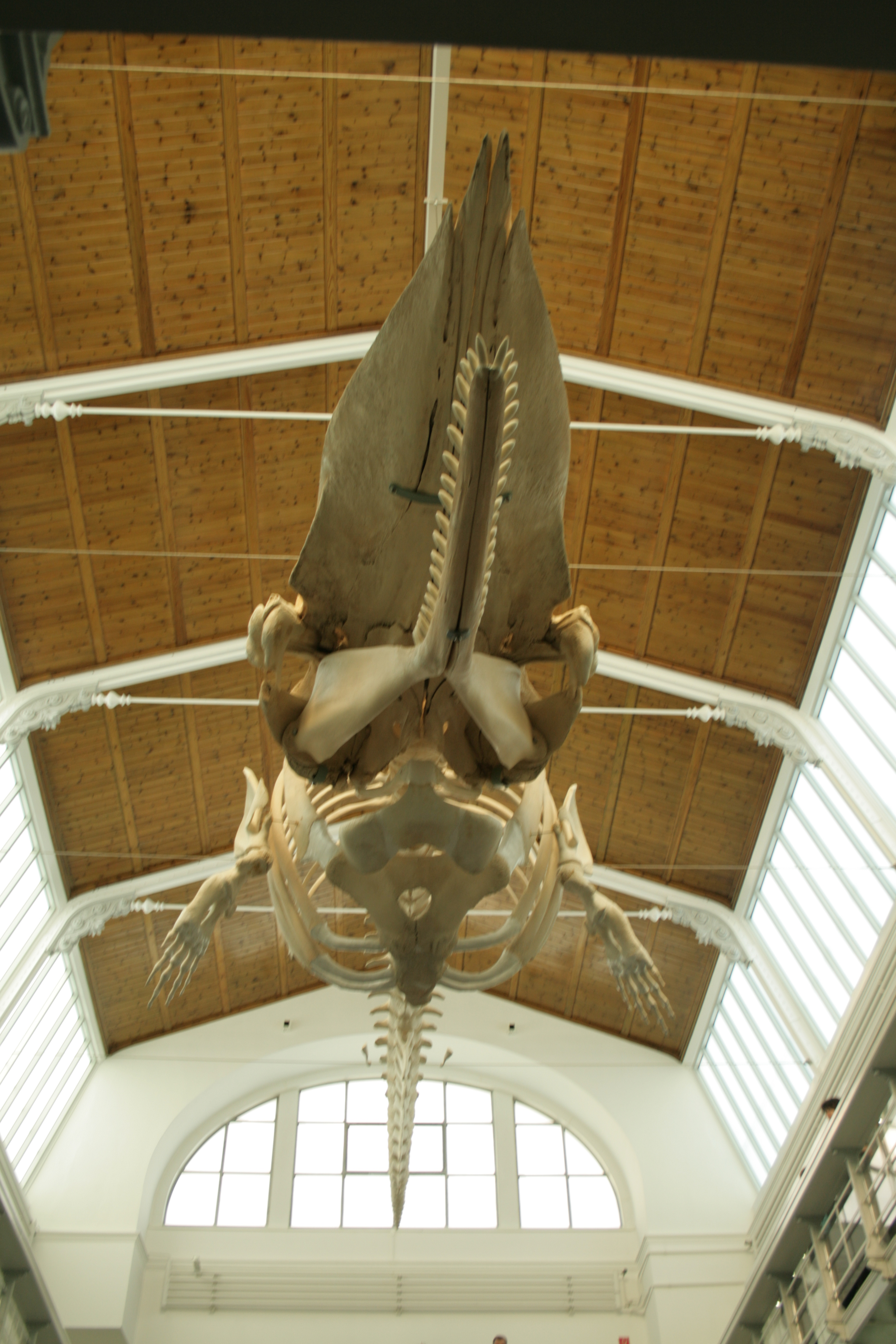
Squelette de Physeter macrocephalus

## Référence
- (de) Cet article est partiellement ou en totalité issu de l’article de Wikipédia en allemand intitulé « Zoologisches Museum Kiel » (voir la liste des auteurs).